# Symbol Technologies
Symbol Technologies Inc. war ein 1973 gegründeter amerikanischer Hersteller von Geräten zur mobilen Datenerfassung mit Sitz in Holtsville, New York. Zu den Hauptprodukten zählten Barcodelesegeräte, RFID- und Wireless-LAN-Produkte. Die Deutsche Niederlassung Symbol Technologies GmbH & Co. KG befand sich in Dietzenbach (Hessen).
In der Zeit von 1998 bis 2002 hatte das Management von Symbol Technologies die Bilanzen massiv manipuliert, um den Aktienkurs zu stützen; 2002 wurden die Bilanzen der letzten 4 Jahre korrigiert. 2004 verklagte die US-Börsenaufsichtsbehörde SEC den ehemaligen CEO Tomo Razmilovic und 10 leitende Angestellte. Symbol zahlte 37 Mio. US$ an die SEC und 138 Mio. US$ an etliche Investoren, um den Fall beizulegen. Razmilovic wurde 2011 zu einer Strafe von 62,6 Mio. US$ verurteilt, hatte sich aber vorher nach Schweden abgesetzt, um der Verfolgung zu entgehen.
Symbol Technology hat sich von dem Skandal nie richtig erholt. Im September 2006 kündigte Motorola an, Symbol Technologies übernehmen zu wollen, diese Übernahme wurde am 9. Januar 2007 abgeschlossen. Dabei wurde Symbol Technology in die viel kleinere Motorola-Enterprise-Sparte integriert. Motorola hatte dafür 3,9 Milliarden US-Dollar bezahlt. Das Unternehmen selbst beschäftigte am 28. Februar 2006 rund 5.200 Mitarbeiter, davon 2.400 in den Vereinigten Staaten.
Seit 2011 war Symbol Technologies Bestandteil von Motorola Solutions und dort Teil der Enterprise-Sparte. Im Oktober 2014 verkaufte Motorola Solutions seine gesamte Enterprise-Sparte mit den Marken Symbol und Psion an Zebra Technologies.
Der 2D-Barcode Standard PDF417 wurde 1991 von Symbol Technologies entwickelt.